# Бутано-індійський кордон
Довжина кордону між Бутаном та Індією становить 659 кілометрів.
Цей кордон є єдиним способом потрапити по суші в Бутан, так як кордон Бутану з Китаєм повністю закритий. Місце перетину індійсько-бутанського кордону для іноземних громадян розташоване між містом Джайгаон в індійському штаті Західний Бенгал і бутанський містом Пхунчолінг (дзонгхаг Чукха) на південному заході країни (Пхунчолінг з'єднаний з бутано-індійським кордоном найкоротшим азійським маршрутом AH48). Проте є також можливість потрапити в Бутан через місто Самдруп-Джонгхар, яке розташоване в східному секторі прикордонних територій.

## Примітки

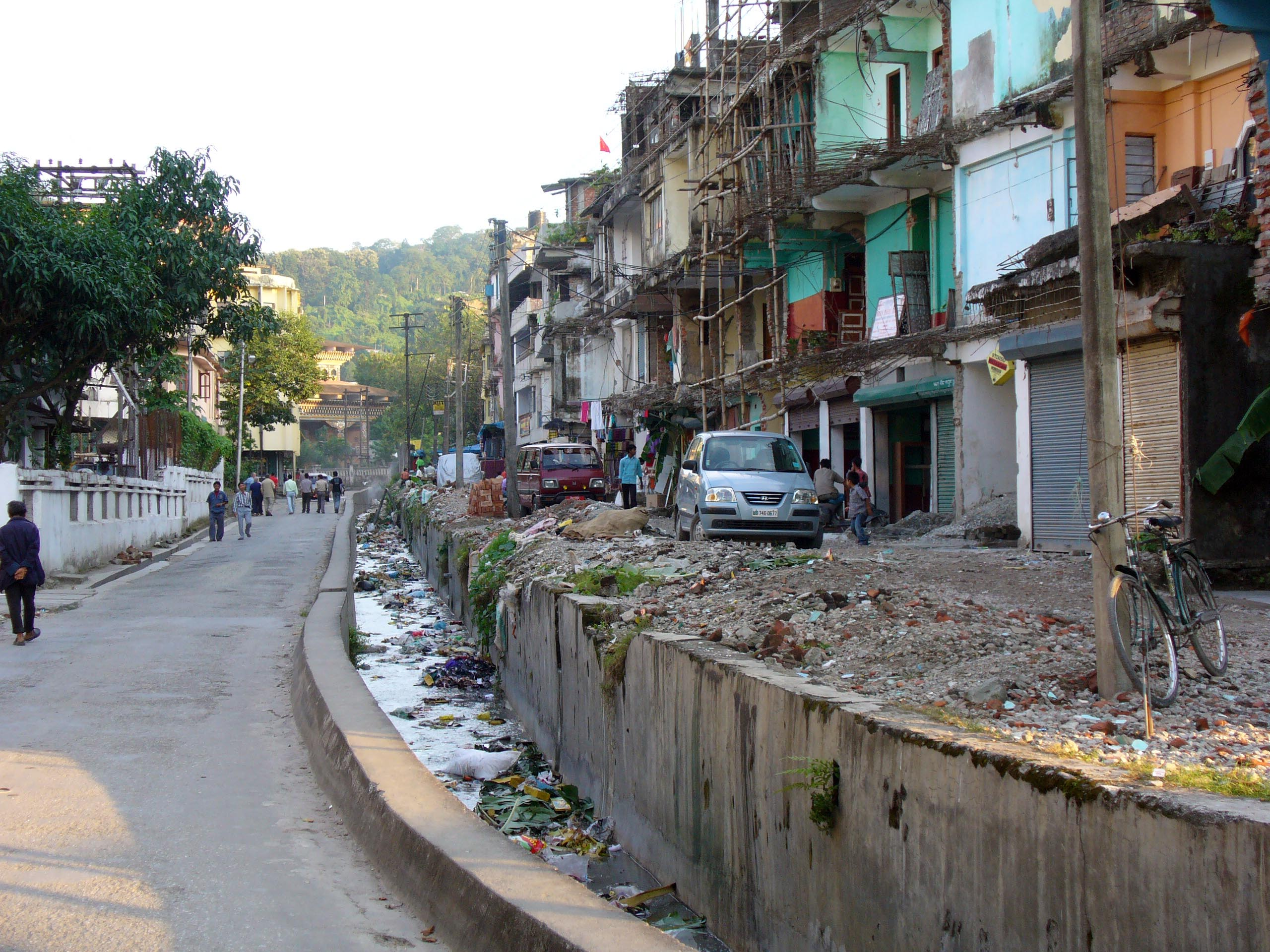
Кордон (ліворуч Пхунчолінг, справа — Джайгаон, в глибині — прохідна арка)